# Establo

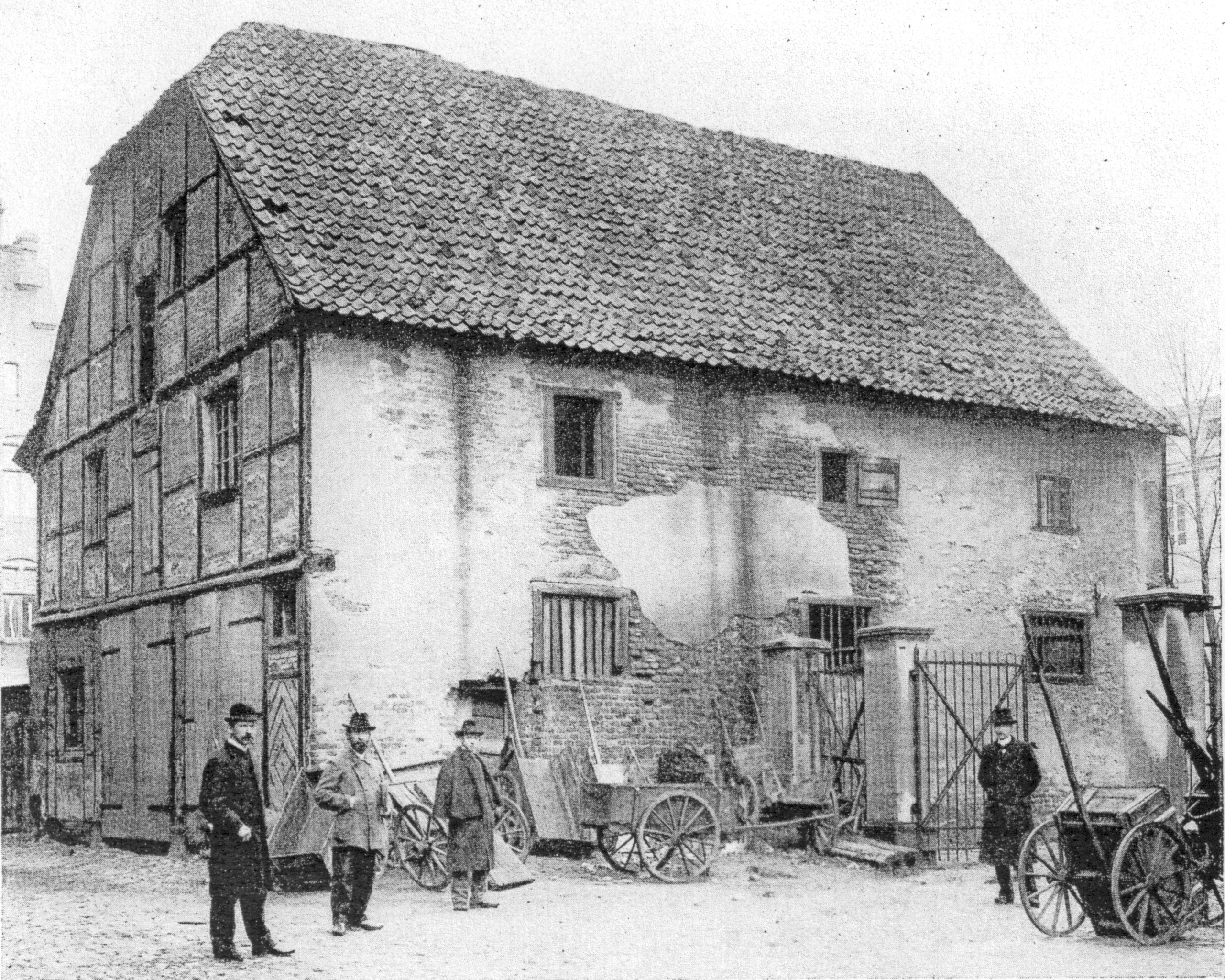
Fotografía de un establo alemán, tomada en 1900.

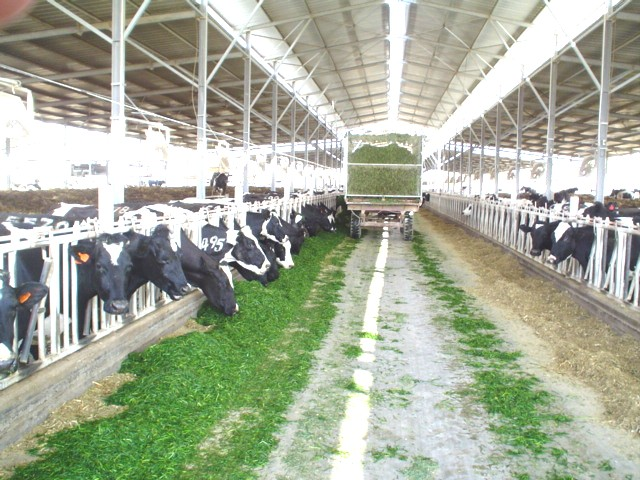
Establo bovino moderno, 2005.

Un establo es un espacio generalmente cubierto destinado al alojamiento del ganado bovino, equino y asnar. Recibe otros nombres como caballeriza (cuando se destina al ganado equino) o cuadra, dependiendo del tipo de animales que cobija.
Normalmente se trata de una estructura sencilla de madera con techo, y si tiene paredes suele ser más ventilada que una cabaña. En ocasiones una cueva o antro de fácil acceso, con una puerta añadida, puede funcionar como establo.
En la arquitectura vernácula de climas fríos el establo se sitúa bien en el ala de la casa a la que llega el viento frío dominante, bien en la planta baja. Esto hace que las zonas estanciales puedan aislarse de la humedad y del frío, a la vez que aprovechar el calor generado por el ganado.

## Historia
El establo, como estructura destinada al alojamiento de animales de trabajo y de tiro, es uno de los edificios más antiguos de la granja, siendo el segundo tipo de construcción más antiguo, después de la vivienda humana. Desde tiempos prehistóricos, los seres humanos han reconocido la importancia de refugiar y cuidar a los animales utilizados para la agricultura, el transporte y la guerra. La historia de los establos ha estado íntimamente ligada al desarrollo de las civilizaciones y a la evolución del uso de los caballos y otros animales en diversas culturas.
Los primeros ejemplos documentados de establos provienen del Antiguo Egipto. Los establos más antiguos del mundo fueron descubiertos en la antigua ciudad de Pi-Ramsés, en Qantir, durante el reinado de Ramsés II (h. 1304-1213 a. C.). Estos establos cubrían un área aproximada de 18 000 metros cuadrados, presentaban un diseño innovador con pisos inclinados para facilitar el drenaje y podían albergar hasta 480 caballos. La importancia de los caballos en la guerra y el transporte en el Antiguo Egipto era fundamental, lo que llevó a la construcción de tales instalaciones para su alojamiento.
En Europa, la construcción de establos se expandió considerablemente durante la Edad Media. Estos no solo cumplían la función de alojar caballos para la agricultura y el transporte, sino que también servían como lugares comerciales, donde se compraban y alquilaban caballos. Los establos medievales se establecieron tanto en las ciudades como en las zonas rurales, formando una parte esencial de la economía agrícola y comercial. En muchos casos, las caballerizas eran espacios bien protegidos, con techos elevados, para evitar el riesgo de incendios en áreas rurales.
El establecimiento de caballerizas independientes comenzó en el siglo XVI. Estos establos fueron diseñados con más atención a la calidad y a la proximidad de la vivienda de los propietarios, ya que los caballos eran animales valiosos y muy apreciados en la economía de la época. Estos establos eran espacios bien construidos y cuidados, a menudo de piedra, con detalles arquitectónicos que reflejaban la riqueza y el estatus social de quienes los poseían.
En Gran Bretaña, los establos tradicionales contaban con un pajar en el piso superior y una puerta de cabecera en la parte delantera. Sus puertas y ventanas se disponían de manera simétrica, un detalle de diseño que también denotaba orden y funcionalidad. Los interiores de estos establos se organizaban en puestos, a menudo con una gran sala destinada para una yegua en parición o un caballo enfermo. Los pisos solían ser empedrados o de ladrillos, con canales de drenaje para mantener la higiene. En algunos casos, el primer piso estaba destinado para que los trabajadores agrícolas residieran allí, facilitando el acceso y cuidado de los animales.
Las caballerizas independientes comenzaron a construirse a partir del siglo XVI. Estaban bien construidas y colocadas cerca de la casa porque estos animales eran muy valorados y bien atendidos. Alguna vez fueron vitales para la economía y un indicador de la posición de sus propietarios en la comunidad. Relativamente pocos ejemplos sobreviven de interiores completos (es decir, con puestos, pesebres y comederos) de mediados del siglo XIX o antes.
A lo largo del siglo XVIII, los establos comenzaron a desarrollarse como componentes esenciales de las grandes residencias y palacios en Europa. Con la creciente importancia de la equitación, el transporte a caballo y el uso de caballos en ceremonias reales y actividades militares, los establos de gran tamaño fueron una parte integral de los complejos palaciegos. Estos establos no solo servían para alojar animales, sino que también se convirtieron en lugares de exhibición y orgullo para las élites europeas.
A pesar de los avances en la tecnología de transporte, los establos continuaron siendo un componente importante de la vida rural y urbana hasta bien entrado el siglo XX. Con la llegada de la mecanización y la motorización del transporte, la función tradicional de los establos ha cambiado, pero su importancia como símbolos de la relación entre los seres humanos y los animales sigue siendo relevante en muchas culturas, particularmente en áreas rurales y en el ámbito de la equitación profesional. Hoy en día, los establos continúan siendo esenciales para el cuidado y la crianza de caballos, y en muchos casos, se han adaptado para incluir instalaciones modernas y eficientes.

## Tipos

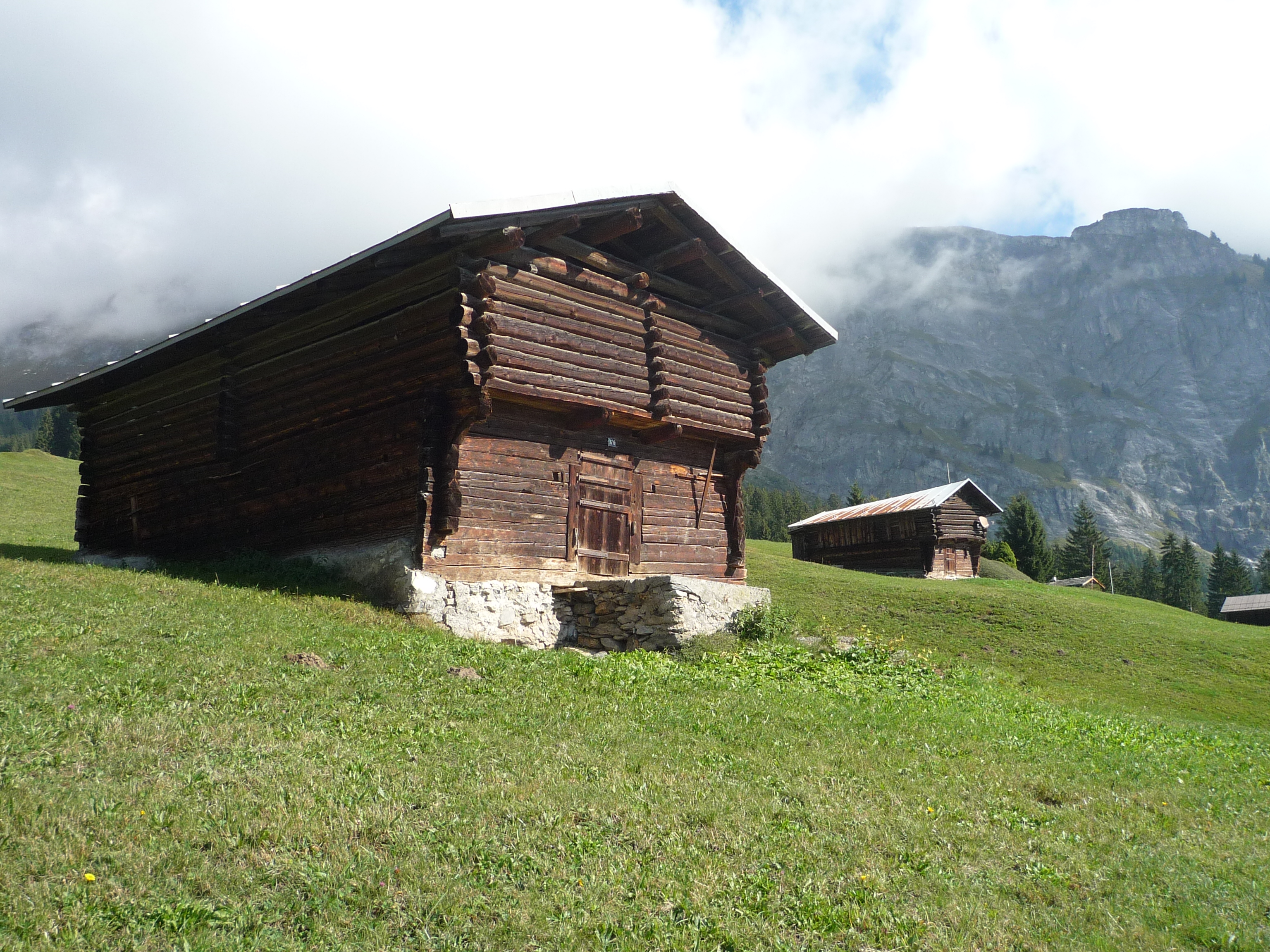
Establo externo en un Maiensäss (Spalegna, cerca de Flims,(Suiza); cobertizo combinado para el ganado (abajo) y pajar (arriba) de construcción de rollizos de madera. Un Maiensäss (o Maiensäß, también Maisäss (Maisäß), Maien, Vorsäss (Vorsäß), Hochsäß, Niederleger, Unterstafel, en Graubünden)es una zona despejada con cabañas y establos. En cada Maiensäss hay al menos una casa pequeña y un establo; Como conjunto, a veces tiene un carácter de pueblo (Almdorf), especialmente con su propia iglesia. Un Maiensäss se encuentra todavía por debajo del límite de los árboles a una altitud de aprox. 1200 a 1600 metros (Niederalpe/-alm). Arriba siguen los Alpes Medios y Altos con las praderas montañosas.

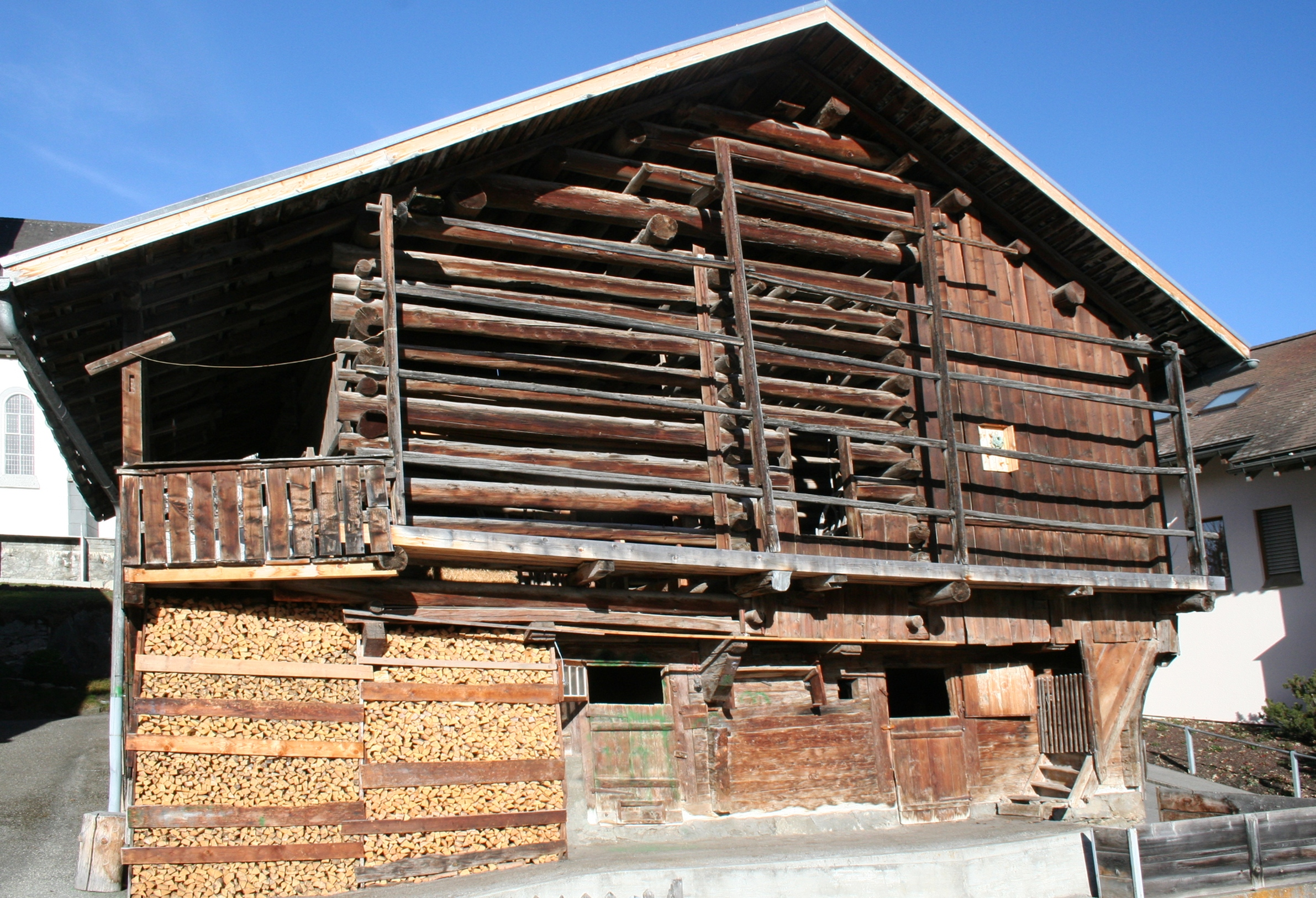
Establo del pueblo en Falera (Suiza), abajo cobertizo para el ganado, arriba a la izquierda granero de heno, arriba a la derecha granero, delante de la fachada el granero de grano (Harpfe). La galería bajo el tejado se utiliza para el secado.

Los establos suelen formar parte de los edificios de una granja o están situados cerca de ella. Estos establos se denominan establos de patio, aunque sean relativamente grandes. La característica principal de un granero es que el ganadero puede llegar a sus animales con relativa rapidez desde su casa. En las casas establos residenciales, predominantes antes de la Revolución industrial, la función de establo la realiza una parte del edificio integrada en la vivienda.
Situados cerca de los pastos más grandes (a menudo lejos de una granja), los establos para animales mantenidos al aire libre se llaman establos al aire libre. Los seminómadas Maiensässe de la ganadería de tres pasos en la región alpina han combinado los establos al aire libre para la alimentación en invierno; a menudo, sobre todo en tiempos pasados, los animales eran conducidos de establo en establo durante el invierno en lugar de transportar el heno principalmente al valle como hoy.
En la agricultura industrializada del siglo XXI, a los tipos de granero mencionados se añade como tercer tipo de granero el granero sin edificio con función residencial en las inmediaciones de los municipios. Los animales encerrados en estos establos no suelen tener la oportunidad de comer fuera.

### Establos adosados a la casa de los granjeros
En los Alpes y regiones montañosas similares, los establos pueden estar situados adyacentes o por debajo de las casas de los agricultores. Esta ubicación estratégica puede mejorar la eficiencia operativa, pero también presenta desafíos únicos relacionados con las condiciones ambientales y la cría de animales.
La decisión de ubicar establos unidos a o debajo de las casas de los agricultores en los Alpes es compleja, sopesando diversas ventajas como la conveniencia, la seguridad y el uso eficiente de la tierra contra las desventajas potenciales como los problemas de saneamiento y los riesgos para la salud. Los agricultores deben considerar sus circunstancias específicas, incluyendo el tamaño del rebaño, el tipo de ganado y las preferencias personales al tomar esta decisión. En última instancia, un diseño y prácticas de gestión cuidadosas pueden ayudar a mitigar las desventajas mientras se maximizan los beneficios de este arreglo.
- Ventajas

Una de las principales ventajas de tener establos unidos a las casas o debajo de ellas es la facilidad de acceso. Los agricultores pueden atender rápidamente las necesidades de su ganado, como la alimentación, el ordeñe y los chequeos de salud, sin tener que desplazarse largas distancias. Esta inmediatez es especialmente beneficiosa durante condiciones climáticas extremas típicas de los Alpes, donde la nieve o la lluvia intensa pueden dificultar el movimiento al aire libre.
En regiones más frías, integrar los establos con los espacios habitables puede ayudar en la regulación de la temperatura. El calor generado por la casa puede proporcionar un entorno más estable y cómodo para los animales, reduciendo la necesidad de calefacción adicional y mejorando el bienestar general del ganado. Y el calor de los animales también contribuye a la comodidad de la casa del granjero.
La tierra en áreas montañosas suele ser limitada. Al situar los establos cerca de la casa, los agricultores pueden optimizar el uso de la tierra disponible. Este arreglo permite un uso más eficiente del terreno, ya que los agricultores pueden mantener las instalaciones necesarias cerca sin necesidad de parcelas extensas adicionales.
Tener el ganado cerca de la casa aumenta la seguridad contra robos o depredadores. Los agricultores pueden monitorear más fácilmente a sus animales y tomar medidas inmediatas si hay alguna amenaza.
Cuando los establos están cerca de la casa, gestionar los desechos se vuelve más fácil. Los agricultores pueden desarrollar sistemas eficientes para compostar el estiércol o utilizarlo como fertilizante para los cultivos, minimizando así el impacto ambiental y mejorando la fertilidad del suelo.
- Desventajas

Uno de los inconvenientes significativos de tener establos adyacentes a las áreas de vivienda es el potencial de olores desagradables. El estiércol y la cama pueden crear condiciones insalubres si no se gestionan adecuadamente. Este problema puede afectar la calidad de vida de la familia del agricultor y también puede atraer plagas.
El ganado puede ser ruidoso, especialmente durante las horas de alimentación o cuando están alterados. Este ruido puede perturbar el hogar, afectando el sueño y la comodidad general de los miembros de la familia.
La proximidad entre los espacios habitables y el alojamiento animal puede plantear riesgos para la salud. Las enfermedades zoonóticas—aquellas que pueden transmitirse de animales a humanos—son una preocupación, especialmente en áreas con ganado denso. Mantener protocolos de higiene estrictos es esencial, pero puede ser un desafío en un entorno de espacios reducidos.
Si bien tener los establos cerca puede agilizar algunas tareas, también puede aumentar la carga de trabajo para los agricultores. Deben gestionar no solo sus responsabilidades agrícolas, sino también los desafíos añadidos de mantener ambos espacios, asegurándose de que ninguna área comprometa a la otra.
En regiones alpinas, el ecosistema local puede ser sensible a los cambios introducidos por el ganado. Una mala gestión de los desechos y el escurrimiento puede llevar a la contaminación de fuentes de agua cercanas y a la degradación de la salud del suelo, afectando tanto la productividad de la granja como el medio ambiente en general.

### Establos en elsigloXXI
Incluso hoy en día, el ganado se mantiene tanto en pastos como en establos. En Alemania y otros países industrializados, la mayoría de las especies animales se mantienen bajo techo: de los 12,5 millones de cabezas de ganado en Alemania, 4,8 millones tienen al menos parte del tiempo la oportunidad de pastar. Menos del 1 por ciento de los cerdos en Alemania se mantienen al aire libre. Por otro lado, el 93 por ciento de los 22.800 criadores de ovejas en Alemania deja pastar a sus animales; esto corresponde al 84 por ciento de todas las ovejas.[2] También hay establos para animales que se mantienen (principalmente o en temporada) al aire libre, en su mayoría en forma de establos al aire libre. Una razón para mantener a los animales en el interior que, en teoría, podrían estar al aire libre durante todo el año es por seguridad. En invierno, los puntos de agua suelen estar helados, existe riesgo de resbalones y lesiones. La vivienda estable ofrece seguridad, control y cuidado. Además, la recogida de estiércol animal se facilita al concentrar los animales.
Para cada especie animal y dirección de uso, ahora hay ciertos tipos de construcción, que se basan en los diferentes requisitos de las respectivas especies animales en términos de alimentación, manejo, regulación del calor y suministro de aire respirable. En particular, la construcción de grandes establos debe adaptarse a numerosas especificaciones.
Se ha desarrollado un tipo especial de alojamiento con sistemas de cría móvil. Los sistemas son sistemas complejos reubicables. Los sistemas de establos móviles se utilizan principalmente en la cría de pollos.

#### Estructura general
Los edificios de establos de hoy en día son en su mayoría naves con un pasillo de establos y uno o más establos o cajas (corral) para uno o más animales, cada uno con un espacio de alimentación apropiado. Hoy en día, los animales comen durante todo el año o al menos en la estación fría en el establo.
Solo en los establos de la corte más antiguos suele haber un almacenamiento de heno o paja encima del establo; en los establos más nuevos, el alimento generalmente se guarda en cuartos o contenedores separados.

### Ganado

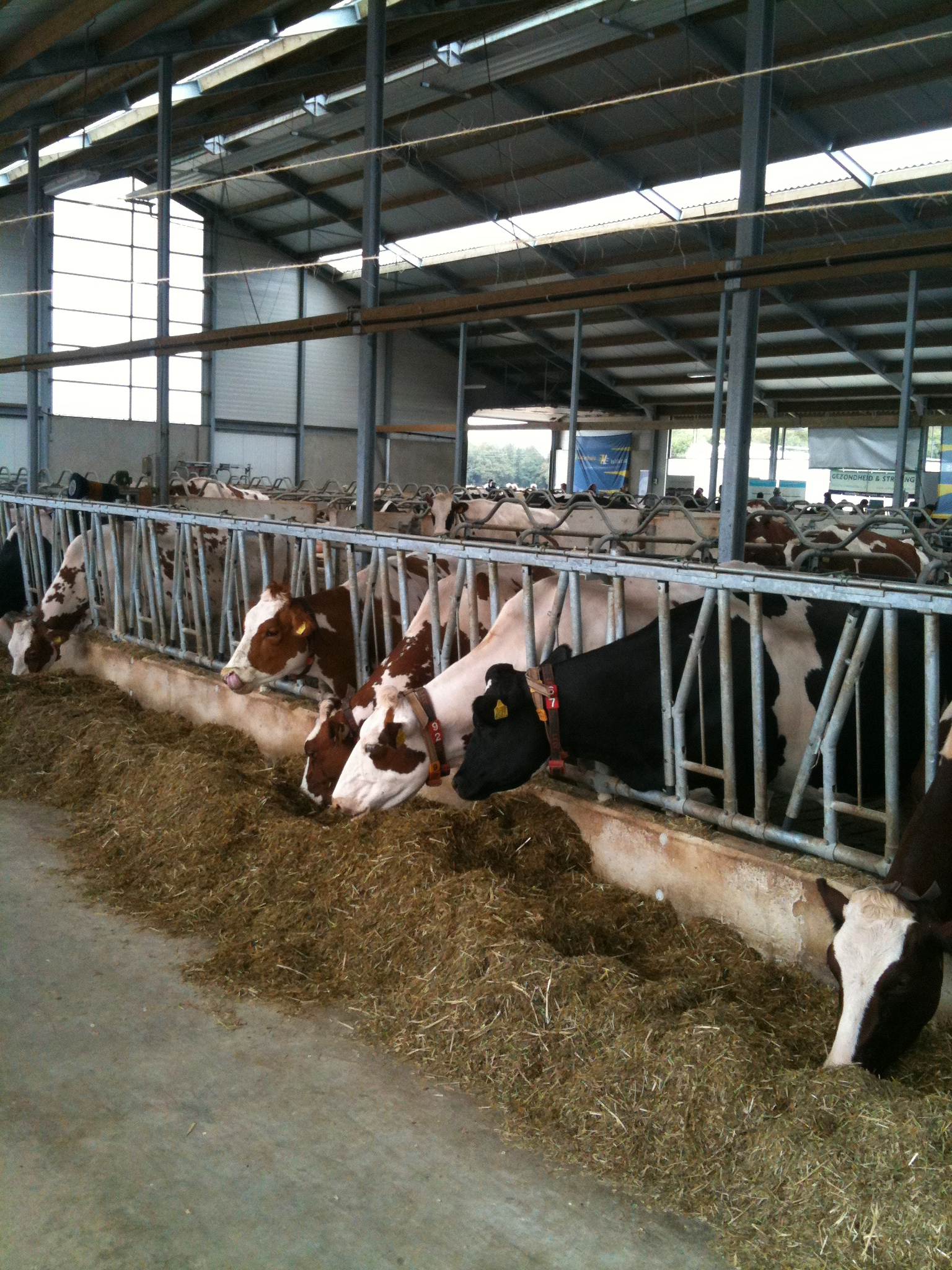
Establo moderno.

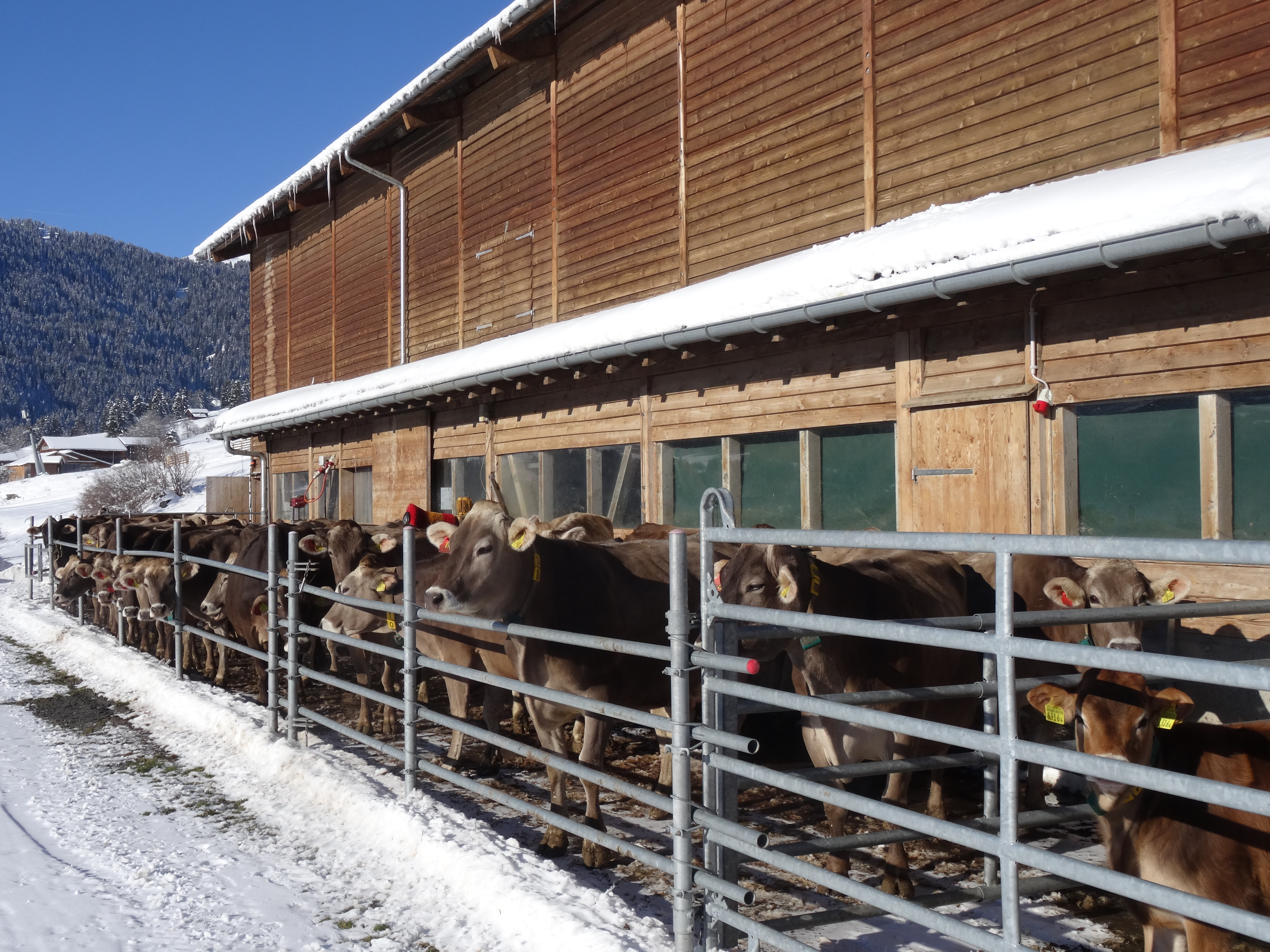
Ganado en su recinto frente al establo.

Cuando el ganado se mantiene en establos, se hace una distinción básica entre alojamiento individual y alojamiento grupal. Cuando se mantienen individualmente, el ganado está restringido. Esto se puede hacer mediante la conexión a un soporte de larga, media-larga o corta duración, prefiriéndose cada vez más el soporte de corta duración porque allí las excreciones caen detrás de la superficie de descanso y, por lo tanto, pueden eliminarse más fácilmente. Como alternativa, existe la muy rara fijación de bloqueo, que está disponible en el soporte de caja de bloqueo, el soporte giratorio ("sistema Ryholm") y el soporte de caja móvil ("sistema Unicar").
Los animales jóvenes (terneros) generalmente se mantienen en cabañas para terneros (también iglús, cabañas exteriores) durante las dos primeras semanas de vida. A partir de la octava semana existe la obligación de mantenerlos en grupos.
Existen diferentes modelos para grupos o rebaños en establos libres, que difieren en cuanto a la disposición de las habitaciones y la ropa de cama. La variante más común en la ganadería lechera es el establo libre de cubículos o el establo libre de cubículos de alimentación, en el que las vacas de alto rendimiento pueden masticar su alimento sin ser molestadas en subsecciones de áreas de descanso separadas por barras, sin pisar las ubres de gran tamaño al levantarse o acostada. En la cría de animales jóvenes o en la cría extensiva de vacas nodrizas, a menudo hay un puesto de estiércol. En este caso, el piso está dispuesto con una pendiente, en el extremo superior del cual se agrega regularmente ropa de cama fresca, mientras que los animales que caminan continuamente patean el estiércol hacia el extremo inferior, donde se retira. La cama también se usa en establos libres profundos; aquí, se aplica cama fresca al estiércol que ha sido pisoteado, que luego se vuelve a pisotear. Si se añade la ropa de cama en la proporción adecuada a las excreciones que se producen, se crea en el suelo un colchón aislante, que crece progresivamente hacia el techo del establo. Es más probable que este sistema se utilice en la crianza de animales jóvenes y toros de engorde.. Una alternativa cada vez más popular a esto es el parque infantil con piso sólido o parcialmente sólido: completamente hormigonado (plano sólido), piso de rejilla o una forma mixta sin ropa de cama. El establo freestall es estándar en los edificios nuevos, ya que tiene beneficios en términos de salud animal y gestión laboral.
El agua se suministra a través de bebederos; el suministro de alimento a través de comederos o mesas de alimentación.
El ganado adulto genera una gran cantidad de calor tanto en verano como en invierno. El ganado prefiere temperaturas de -5 °C a +8 °C. Se hace una distinción entre puestos fríos y calientes:
En un establo frío (establo de clima exterior) hay una diferencia de temperatura de +5 K con respecto al clima exterior. Es perpendicular a la dirección principal del viento y tiene suficientes áreas abiertas en los lados largos para que haya ventilación cruzada. En los graneros modernos, un lado del granero suele estar abierto. Dependiendo de la temperatura, el suministro de aire o la ventilación cruzada se controlan mediante cortinas ajustables.
En un establo cálido, el intercambio de aire se suele realizar mediante ventilación forzada o ventilación pasiva del primer alero. Los sistemas de ventilación pasiva aprovechan el menor peso específico del aire calentado por los animales, que asciende y puede escapar por la cumbrera. Desde el punto de vista del confort de las vacas, actualmente existe una tendencia creciente hacia la construcción de establos climatizados al aire libre.